# Cadmiumhexafluorosilicat
Cadmiumhexafluorosilicat, CdSiF6 ist eine chemische Verbindung des Cadmiums aus der Gruppe der Hexafluorosilicate.

## Gewinnung und Darstellung
Das Hexahydrat von Cadmiumhexafluorosilicat kann durch Reaktion von Cadmiumcarbonat mit Hexafluoridokieselsäure gewonnen werden.

## Eigenschaften
Cadmiumhexafluorosilicat ist ein kristalliner farbloser Feststoff, der leicht löslich in Wasser ist. Das Hexahydrat gibt bei 170 °C Kristallwasser ab. Es besitzt eine Kristallstruktur mit der Raumgruppe R3 (Raumgruppen-Nr. 148).

## Toxikologie
Das Inhalieren oder Verschlucken der Verbindung ist giftig. Cadmiumhexafluorosilicat wird verdächtig, Krebs zu verursachen und die Organe zu schädigen.